# Ingunda (żona Chlotara I)
Ingunda – trzecia żona króla frankijskiego Chlotara I, którego poślubiła ok. 532.
Była niskiego pochodzenia. Przed poślubieniem prawdopodobnie była przez wiele lat konkubiną Chlotara I. Jej siostra Aregunda została po niej następną żoną Chlotara I. Ingunda urodziła mu sześcioro dzieci, byli to: Guntar i Childeryk, którzy zmarli w młodości, oraz Charibert I, Guntram I, Sigebert I i Klotsynda.